# Piz Alv (Alpes lépontines)
Pour les articles homonymes, voir Piz Alv.
Le piz Alv est un sommet des Alpes lépontines, en Suisse. Il culmine à 2 769 mètres d'altitude. Il constitue le tripoint entre les cantons des Grisons, d'Uri et du Tessin.